# Ясемин Ален
Ясемин Кей Ален (родена на 11 юли 1989 г.) е английско-турска актриса.

## Произход и образование
Ясемин Кей Алън, родена на 10 юли 1989 г. в Лондон, е дъщеря на англичанина Дъдли Алън и англо–турската актриса и певица Соня Иди. Иди е известна като Суна Йълдъзоулу след първия си брак през 1974 г. с турския актьор Кайхан Йълдъзоулу, след което получава и турско гражданство. Приетото от майка ѝ турско гражданство означава, че Ясемин има двойно турско-британско гражданство, въпреки че не е етническа туркиня. Сама заявява, че е с 50% английски произход и с 25% австралийски произход.
Тя има брат на име Каан. Семейството ѝ се мести в Турция, когато тя е на три месеца. Заминава за Австралия с майка си, след като завършва основното си училище. Там тя посещава курсове по кино, телевизия, драма и японски. Печели стипендия от Университета на Куинсланд. Връща се в Турция, когато е на 18 години. След това завършва Müjdat Gezen Konservatuarı със степен по театрално изкуство.

## Кариера
Ясемин Алън е финалист в конкурса на L'Oréal. Същата година играе главната роля в турския сериал Елиф. През 2010 г. тя участва в ролята на Елена в сериала Мечтатели (турската версия на Кръгът на Доусън), и Жулиет в друг телевизионен сериал - Yerden Yüksek. Тя говори с френски и руски акцент за тези роли. Може да говори с различни акценти на турски и английски. Играе с майка си за трети път в "Elif", "Yerden Yüksek", "46 Yok Olan".
През 2011 г. играе ролята на Пелин Акча в Hayat Devam Ediyor. През 2013 г. играе Ърмак Туналъ в сериала Милост. През същата година тя се появява в рекламите на сайта за пазаруване N11.com. През 2013 г. Ясемин Ален участва заедно с турския певец Йозджан Дениз в нейния филмов дебют Вода и огън, играейки главната роля Ямур Ефе. След това тя играе ролята на Дефне Султан в епичния исторически сериал Великолепният век. От януари 2019 г. Алън си партнира в сезон 7 и 8 на британския екшън драматичен сериал Strike Back като руски агент „Катрина Заркова“.

## Филмография
| Година  | Заглавие           | Роля              | Бележки           |
| ------- | ------------------ | ----------------- | ----------------- |
| 2013 г. | Вода и огън        | Ямур Ефе          | Главна роля       |
| 2016 г. | Dönerse Senindir   | Селин             | Главна роля       |
| 2017 г. | Теорията на Дороти | Майката на Дороти | Късометражна роля |

| Година         | Заглавие                   | Роля                     | Бележки         |
| -------------- | -------------------------- | ------------------------ | --------------- |
| 2008 г.        | Елиф                       | Елиф Доан                | Главна роля     |
| 2010 г.        | Мечтатели                  | Елена Бандеренко/Каракуш | Поддържаща роля |
| 2010 – 2011 г. | Yerden Yüksek              | Жулиета/Жужу             | Поддържаща роля |
| 2011 – 2012 г. | Животът продължава         | Пелин Акча               | Главна роля     |
| 2013 – 2014 г. | Милост                     | Ърмак Туналъ             | Поддържаща роля |
| 2014 г.        | Великолепният век          | Дефне Султан             | Поддържаща роля |
| 2014 – 2015 г. | Въпрос на чест             | Сибел                    | Главна роля     |
| 2014 г.        | По дяволите Истанбул       | Сибел                    | Гост актриса    |
| 2020 г.        | İyi Günde Kötü Günde       | Мелиса Ялчънкая          | Главна роля     |
| 2021 г.        | Обадете се на мениджъра ми | Себе си                  | Гост актриса    |
| 2023 г.        | Докуз Оуз                  | Томрис Албей             | Главна роля     |

| Година         | Заглавие                 | Роля            | Бележки         |
| -------------- | ------------------------ | --------------- | --------------- |
| 2016 г.        | 46: Изчезващ             | Селин Акар      | Главна роля     |
| 2017 – 2018 г. | Божествено (сериал)      | Едже Сайда      | Гост актриса    |
| 2019 – 2020 г. | Отвръщам на удара с удар | Катрина Заркова | Поддържаща роля |
| 2021 г.        | Olağan Şüpheliler        | Зухал Емирджи   | Главна роля     |
| 2022 г.        | Когато я обичаш          | Йелда Дьонмез   | Главна роля     |
| 2023 г.        | Последен ден             |                 | Главна роля     |
| 2023 г.        | Турският детектив        |                 | Главна роля     |

| Година  | Компания/Продукт | Роля  | Бележки |
| ------- | ---------------- | ----- | ------- |
| 2009 г. | Спрайт           | Назлъ |         |
| 2013 г. | N11.com          |       |         |
| 2014 г. | TTNET            | Нета  |         |

| Година | Певец         | Песен            | Бележки |
| ------ | ------------- | ---------------- | ------- |
|        | Ългаз Ерел    | "Rüyamda"        |         |
|        | Огюн Шанлъсой | "Büyüdük Aniden" |         |

| Година  | Заглавие                                  | Роля    | Бележки |
| ------- | ----------------------------------------- | ------- | ------- |
| 2014 г. | Конкурс за красота Elite Miss Turkey 2014 | Себе си |         |

## Награди
| Година  | Награда                               | Категория                                 | Работа | Резултат   |
| ------- | ------------------------------------- | ----------------------------------------- | ------ | ---------- |
| 2014 г. | Награди за Интернет медия на годината | Най-добра телевизионна звезда на годината | Милост | Шаблон:Won |
| 2014 г. | Турция Elle Style Awards              | Най-стилната актриса                      |        | Шаблон:Nom |